# Peppi Dlinnytschulok
Peppi Dlinnytschulok (russisch Пеппи Длинныйчулок) ist ein sowjetischer Film aus dem Jahr 1984. Der Film ist eine Adaption des Kinderbuches Pippi Langstrumpf von Astrid Lindgren.
Die Regisseurin schrieb auch das Drehbuch; die Hauptrollen spielten Swetlana Stupak (Peppi), Fjodor Stukow (Tommy) und Swetlana Schtschelowa (Annika).

## Handlung
Gemeinsam mit ihrer neuen Freundin Peppi Dlinnytschulok bringen die beiden Geschwister Tommy und Annika das langweilige Leben in ihrer Heimatstadt durcheinander.